# Stromile Swift
Stromile Emanuel Swift (Shreveport, 21 novembre 1979) è un ex cestista statunitense, professionista nella NBA.

## Carriera

### College
La sua carriera universitaria è trascorsa a Louisiana State, nei Tigers. Il risultato più importante è il raggiungimento della Sweet 16 del torneo NCAA nel suo anno da sophomore.

### NBA
Swift si dichiara eleggibile per il draft NBA 2000, nel corso del quale i Vancouver Grizzlies lo scelgono alla posizione 2.
I primi anni della sua carriera NBA sono tutt'altro che negativi: con Vancouver prima, con Memphis poi (dopo il trasferimento della franchigia), le sue medie sono positive, sfiorando o superando i 10 punti. Partecipa alla NBA Slam Dunk Contest 2001, divenendo il secondo giocatore di Vancouver a partecipare all'All-Star Weekend senza contare Rookie Challenges; è anche l'ultimo componente del roster di Vancouver a lasciare i neonati Memphis, destinazione Houston.
Dopo la stagione 2004-05, infatti, lascia i Grizzlies per i Rockets, siglando un contratto quadriennale da 22 milioni di dollari. Qui trascorre una sola stagione, conclusa con circa 9 punti di media, prima di tornare a Memphis.
Nel 2006, torna alla franchigia del Tennessee, attraverso uno scambio che aveva coinvolto anche la scelta nº 8 del draft Rudy Gay e Shane Battier: il primo passa a Memphis, il secondo va a Houston. In un primo tempo, Stromile viene schierato come centro titolare, per poi pian piano uscire dal quintetto base.
Il 4 febbraio 2008, passa ai New Jersey Nets in cambio di soldi e Jason Collins. Quattro giorni più tardi, esordisce in maglia Nets, mettendo a tabellone i suoi primi punti con un jumper contro i Bobcats. Nella partita contro i Minnesota Timberwolves del 12 febbraio, schiaccia un alley-oop servitogli da Jason Kidd, in una delle poche occasioni in cui sia stato possibile vederli assieme sul parquet, dal momento che Kidd di lì a poco sarebbe passato ai Dallas Mavericks.

## Statistiche

### College
| Anno      | Squadra    | PG | PT | MP   | TC%  | 3P%  | TL%  | RP  | AP  | PRP | SP  | PP   |
| --------- | ---------- | -- | -- | ---- | ---- | ---- | ---- | --- | --- | --- | --- | ---- |
| 1998-1999 | LSU Tigers | 16 | 7  | 19,9 | 40,9 | 12,5 | 60,0 | 4,3 | 0,3 | 0,9 | 2,2 | 7,6  |
| 1999-2000 | LSU Tigers | 34 | 33 | 29,8 | 60,8 | 28,0 | 61,7 | 8,2 | 0,9 | 1,5 | 2,8 | 16,2 |
| Carriera  | Carriera   | 50 | 40 | 26,6 | 56,0 | 24,2 | 61,3 | 7,0 | 0,7 | 1,3 | 2,6 | 13,4 |

### NBA

#### Regular season
| Anno      | Squadra             | PG  | PT | MP   | TC%  | 3P%  | TL%  | RP  | AP  | PRP | SP  | PP   |
| --------- | ------------------- | --- | -- | ---- | ---- | ---- | ---- | --- | --- | --- | --- | ---- |
| 2000-2001 | Vancouver Grizzlies | 80  | 6  | 16,4 | 45,1 | 0,0  | 60,3 | 3,6 | 0,4 | 0,8 | 1,0 | 4,9  |
| 2001-2002 | Memphis Grizzlies   | 68  | 14 | 26,5 | 48   | 0,0  | 71,1 | 6,3 | 0,7 | 0,8 | 1,7 | 11,8 |
| 2002-2003 | Memphis Grizzlies   | 67  | 26 | 22,1 | 48,1 | 0,0  | 72,2 | 5,7 | 0,7 | 0,8 | 1,6 | 9,7  |
| 2003-2004 | Memphis Grizzlies   | 77  | 10 | 19,8 | 46,9 | 25,0 | 72,5 | 4,9 | 0,5 | 0,7 | 1,5 | 9,4  |
| 2004-2005 | Memphis Grizzlies   | 60  | 14 | 21,3 | 44,9 | 0,0  | 75,8 | 4,6 | 0,7 | 0,7 | 1,5 | 10,1 |
| 2005-2006 | Houston Rockets     | 66  | 5  | 20,4 | 49,1 | 0,0  | 65,1 | 4,4 | 0,4 | 0,6 | 0,8 | 8,9  |
| 2006-2007 | Memphis Grizzlies   | 54  | 18 | 19,1 | 46,5 | 0,0  | 72,4 | 4,6 | 0,3 | 0,6 | 1,1 | 7,8  |
| 2007-2008 | Memphis Grizzlies   | 35  | 4  | 15,7 | 52,5 | 0,0  | 64,2 | 3,7 | 0,6 | 0,3 | 1,0 | 6,8  |
| 2007-2008 | N.J. Nets           | 21  | 0  | 14,0 | 47,7 | 0,0  | 75,0 | 3,3 | 0,2 | 0,2 | 0,9 | 5,0  |
| 2008-2009 | N.J. Nets           | 6   | 0  | 10,7 | 60,0 | 0,0  | 45,5 | 2,2 | 0,2 | 0,0 | 0,3 | 3,8  |
| 2008-2009 | Phoenix Suns        | 13  | 0  | 9,3  | 36,6 | 0,0  | 53,3 | 2,5 | 0,2 | 0,3 | 0,5 | 3,0  |
| Carriera  | Carriera            | 547 | 97 | 19,8 | 47,3 | 7,4  | 69,9 | 4,6 | 0,5 | 0,6 | 1,2 | 8,4  |

#### Play-off
| Anno     | Squadra           | PG | PT | MP   | TC%  | 3P% | TL%  | RP  | AP  | PRP | SP  | PP  |
| -------- | ----------------- | -- | -- | ---- | ---- | --- | ---- | --- | --- | --- | --- | --- |
| 2004     | Memphis Grizzlies | 4  | 0  | 18,5 | 34,6 | 0,0 | 75,0 | 4,8 | 0,8 | 0,8 | 1,5 | 6,0 |
| 2005     | Memphis Grizzlies | 3  | 0  | 16,0 | 60,0 | 0,0 | 57,1 | 4,7 | 0,3 | 0,3 | 0,0 | 9,3 |
| Carriera | Carriera          | 7  | 0  | 17,4 | 45,7 | 0,0 | 66,7 | 4,7 | 0,6 | 0,6 | 0,9 | 7,4 |

#### Massimi in carriera
- Massimo di punti: 31 vs Seattle SuperSonics (17 aprile 2002)[1]
- Massimo di rimbalzi: 16 (2 volte)
- Massimo di assist: 4 (4 volte)
- Massimo di palle rubate: 4 (4 volte)
- Massimo di stoppate: 8 vs Philadelphia 76ers (20 novembre 2002)
- Massimo di tiri liberi: 13 vs Milwaukee Bucks (18 dicembre 2001)

## Palmarès
- McDonald's All-American Game (1998)
- NCAA AP All-America Third Team (2000)